# خلفية حرب غزة
الخلفية التي أدت إلى حرب غزة المستمرة مع التركيز على الأحداث الرئيسية من عام 1967 إلى عام 2023، بما في ذلك الاحتلال، وصعود حماس، والمواجهات العسكرية المتعددة، والصعوبات الاقتصادية في غزة، والفترة التي سبقت عملية طوفان الأقصى.

## الصراع الإسرائيلي الفلسطيني

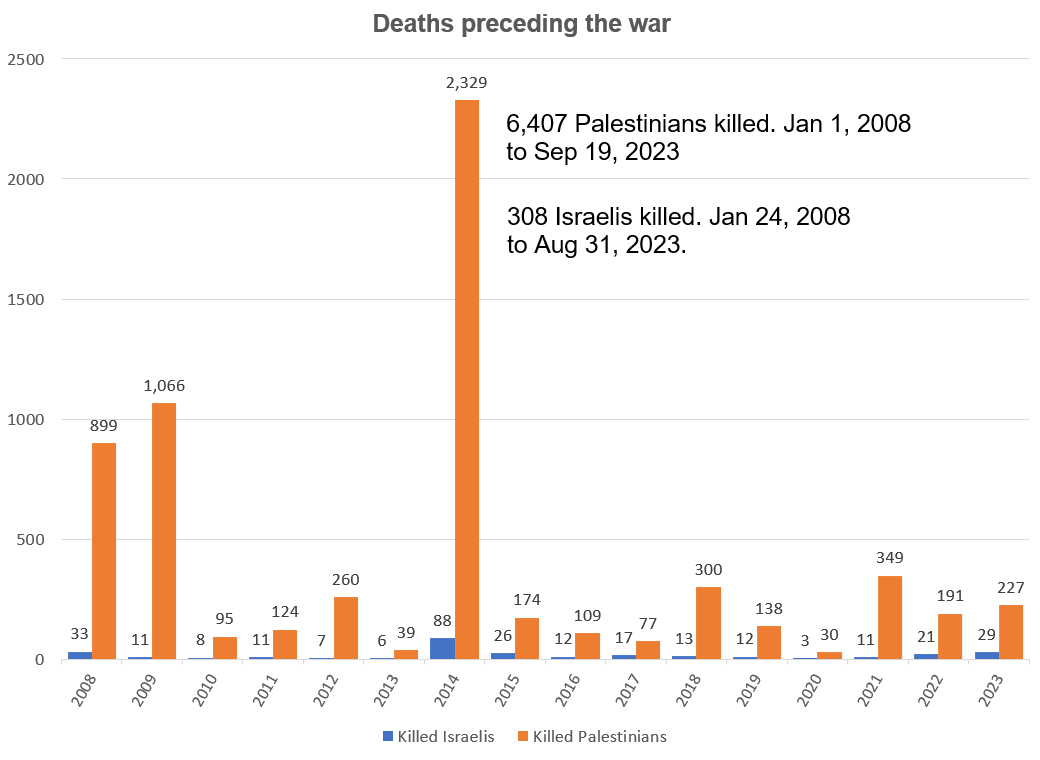
خسائر الفلسطينيين والإسرائيليين في النزاعات التي سبقت الهجوم الذي قادته حماس على إسرائيل عام 2023، بما فيهم المدنيين.

في عام 1967، وفي أعقاب حرب 1967 التي خاضتها إسرائيل وتحالف من الدول العربية (مصر وسوريا والأردن في المقام الأول)، احتلت إسرائيل الأراضي الفلسطينية، بما في ذلك قطاع غزة الذي كان ضمن الإدارة المصرية. بدأت عملية التطبيع العربي الإسرائيلي في سبعينيات القرن العشرين، وانتهت حرب أكتوبر وهي الأخيرة بين الدول العربية وإسرائيل في عام 1973 ووقّعت معاهدة السلام المصرية الإسرائيلية في عام 1979. في عام 1987، بدأت الانتفاضة الفلسطينية الأولى، وهي انتفاضة شعبية قام بها الفلسطينيون ضد الاحتلال الإسرائيلي. وبعد فشل محادثات السلام اللاحقة في قمة كامب ديفيد 2000، تصاعد العنف مرة أخرى أثناء الانتفاضة الثانية، التي انتهت بقمة شرم الشيخ وانسحاب إسرائيل من غزة عام 2005 والحصار الذي أعقب ذلك. وقد أدت عمليات الإغلاق الإسرائيلية، إلى جانب الصراعات المتكررة، إلى ارتفاع مستويات الفقر والبطالة وانخفاض التنمية الاقتصادية.
فازت حماس في الانتخابات التشريعية الفلسطينية عام 2006 ومعركة لاحقة في قطاع غزة بينها وبين فتح، مما أدى إلى استيلاء حماس على حكم غزة في عام 2007، وتصعيد التوترات مع إسرائيل. فرضت إسرائيل، إلى جانب مصر، حصارًا ألحق أضرارًا بالغة باقتصاد غزة، مستشهدة بالمخاوف الأمنية كمبرر. وصفت جماعات حقوق الإنسان الدولية الحصار بأنه شكل من أشكال العقاب الجماعي، في حين دافعت إسرائيل عنه باعتباره ضروريًا لمنع الأسلحة والسلع ذات الاستخدام المزدوج من دخول الأراضي. ولم تعقد السلطة الوطنية الفلسطينية انتخابات وطنية منذ عام 2006.
منذ عام 2007، شاركت إسرائيل في العديد من المواجهات العسكرية مع حماس وغيرها من الجماعات الفلسطينية المسلحة في غزة. لقد كانت هناك أربع أعمال عدائية كبرى سابقة، بما في ذلك حربان كاملتان النطاق، بين إسرائيل وحماس: في أعوام 2008–2009، و2012، و 2014، و 2021. وشملت تكتيكات حماس حرب الأنفاق وإطلاق الصواريخ على الأراضي الإسرائيلية، في حين نفذت إسرائيل عمومًا غارات جوية في غزة. كما نفذت إسرائيل غزوات برية على غزة في حربي 2008–2009 و2014. وفي عامي 2018 و2019، كانت هناك احتجاجات أسبوعية منظمة بالقرب من الحدود بين غزة وإسرائيل شارك فيها آلاف الغزيين. وقد قوبلت الاحتجاجات بالعنف من جانب إسرائيل، مما أسفر عن مقتل المئات وإصابة الآلاف بنيران القناصة. أشارت استطلاعات الرأي التي أجريت عام 2023 بين الفلسطينيين في غزة والضفة الضفة الغربية قبل الحرب إلى أن الأغلبية أيدت استخدام «الكفاح المسلح»، وإنشاء «جماعات مسلحة»، والانتفاضة ضد الاحتلال الإسرائيلي. أفاد مكتب الأمم المتحدة لتنسيق الشؤون الإنسانية (أوتشا) بمقتل ما يقرب من 6400 فلسطيني و300 إسرائيلي في الصراع الإسرائيلي الفلسطيني الأوسع نطاقًا من عام 2008 حتى سبتمبر 2023 قبل بدء هذه الحرب.
وبسبب الحصار الإسرائيلي لقطاع غزة، أفادت الأونروا أن 81% من السكان يعيشون تحت خط الفقر في عام 2023، وأن 63% منهم يعانون من انعدام الأمن الغذائي ويعتمدون على المساعدات الدولية. وبحسب تحليل نشرته صحيفة الإندبندنت البريطانية، فإن حصار غزة خلق حالة من اليأس بين الفلسطينيين، وهو ما استغلته حماس، فأقنعت الشباب الفلسطينيين بأن العنف هو الحل الوحيد المتاح لهم.
تم تصنيف حماس كمنظمة إرهابية من قبل عدد من الدول الغربية والكتل الإقليمية، بما في ذلك الولايات المتحدة والمملكة المتحدة واليابان وأستراليا والاتحاد الأوروبي. لا تعتبر الصين وروسيا حماس منظمة إرهابية، وقد فشل مشروع قرار عام 2018 لإدانة حماس بسبب «أعمال الإرهاب» في الأمم المتحدة في تمريره.
وفي فبراير ومارس 2021، توصلت فتح وحماس إلى اتفاق لإجراء انتخابات مشتركة لمجلس تشريعي فلسطيني جديد، وفقاً لاتفاقيات أوسلو، ولدخول حماس إلى منظمة التحرير الفلسطينية. والتزمت حماس باحترام القانون الدولي، ونقل السيطرة على غزة إلى السلطة الفلسطينية، والسماح لها بالتفاوض مع إسرائيل لإقامة دولة فلسطين على خطوط وقف إطلاق النار لعام 1967، وعاصمتها القدس الشرقية. وبحسب مناحيم كلاين، الخبير العربي الإسرائيلي وعالم السياسة في جامعة بار إيلان، محمود عباس ألغى الانتخابات بعد ذلك تحت ضغط من إسرائيل والولايات المتحدة. وبعد وقت قصير من تفجر الأزمة الإسرائيلية الفلسطينية عام 2021، بدأت كتائب الشهيد عز الدين القسام في التخطيط لعملية 7 أكتوبر 2023.

## دوافع حماس
صرح مسؤولو حماس أثناء إعلانهم عن الهجوم بأنه كان ردًا على الاحتلال الإسرائيلي، وحصار قطاع غزة، وعنف المستوطنين الإسرائيليين ضد الفلسطينيين، والقيود المفروضة على حركة الفلسطينيين، وسجن الآلاف من الفلسطينيين، الذين سعت حماس إلى إطلاق سراحهم من خلال أخذ رهائن إسرائيليين.
وقال محمد الضيف، رئيس كتائب القسام التابعة لحماس (جناحها العسكري)، في السابع من أكتوبر/تشرين الأول إن هجوم حماس كان رداً على ما أسماه «تدنيس» المصلى القبلي، وقيام إسرائيل بمقتل وجرح المئات من الفلسطينيين في عام 2023.
وفي كلمته، ذكر أن «الاحتلال يهاجم مدننا ومنازلنا في الضفة الغربية يوميًا، وينشر الفساد باقتحام المنازل واعتقال وقتل المئات في هذا العام وحده، ويواصل الاحتلال الإسرائيلي فرض حصاره الإجرامي على قطاع غزة. وفي خضم هذه الجرائم المتواصلة ضد شعبنا الفلسطيني وحقوقه، وفي خضم إظهار أقصى درجات الاستهتار بالقوانين والقرارات الدولية، وفي خضم الدعم الأمريكي والغربي والصمت الدولي، قررنا وضع حد لكل ذلك والإعلان عن عملية عسكرية «طوفان الأقصى» ضد الاحتلال الإسرائيلي حتى لا يتمكن من الاستمتاع دون عقاب».
وكان الدافع الإضافي المفترض لحماس هو منع التطبيع الدبلوماسي بين إسرائيل والدول العربية الذي اكتسب زخمًا مع اتفاقيات إبراهيم. ولكن الجانب الوحيد في العلاقات الدولية الذي أكدت عليه حماس أو حلفاؤها هو الدعم الغربي والأمريكي للاحتلال. كما سلط ضيف الضوء على صراعات أخرى في المنطقة رأى أنها مرتبطة بالنضال الفلسطيني.

### دعوات كتائب القسام للدعم
في خطابه الذي ألقاه في السابع من أكتوبر/تشرين الأول، دعا محمد ضيف، «رئيس أركان» كتائب القسام، الفلسطينيين وأعضاء جماعات «المقاومة الإسلامية» في مختلف أنحاء المنطقة إلى «طرد المحتلين وهدم الجدران».
ودعا ضيف الفلسطينيين في الضفة الغربية والقدس وإسرائيل إلى اغتنام الفرصة لإسقاط الاحتلال. ودعا بعد ذلك الناس في «كل أرجاء الوطن العربي والإسلامي» من المغرب إلى إندونيسيا إلى «البدء الآن وليس غداً في تقدمكم اليومي نحو فلسطين، ولا تدعوا الحدود والأنظمة والقيود تحرمكم من شرفكم». ثم استشهد ضيف بالقرآن الكريم: «واقتلوهم حيث ثقفتموهم وأخرجوهم من حيث أخرجوكم». وفي نفس الخطاب وجه ضيف قائلاً: «لا تقتلوا الشيوخ والأطفال، وأزيلوا هذه الرجسة من أرضكم ومن مقدساتكم».

### أهداف حماس على المدى الطويل
ويرى كثير من الباحثين أن هدف حماس هو إقامة دولة فلسطينية ضمن حدود عام 1967، بينما يقول آخرون إن حماس دعت مراراً وتكراراً إلى تدمير دولة إسرائيل. المصادر التي تقول أن حماس تدعو إلى تدمير إسرائيل تستشهد بميثاق حماس لعام 1998، في حين أن المصادر التي تقول أن حماس قبلت حدود عام 1967 تستشهد بميثاق حماس لعام 2017، وإعلان القاهرة الفلسطيني لعام 2005، ووثيقة الأسرى الفلسطينيين لعام 2006. في عام 2017، استبدلت حماس هذا الميثاق بميثاق جديد أزال اللغة المعادية للسامية وقال إن صراع حماس كان مع الصهاينة، وليس اليهود.
وشوهد الهجوم أيضًا[من؟] كحل للتوترات الداخلية داخل حماس حول ما إذا كان الهدف الرئيسي للمجموعة هو حكم قطاع غزة أو القتال ضد إسرائيل. وقد شجعت الصراعات الداخلية في المجتمع الإسرائيلي الناجمة عن الاحتجاجات ضد الإصلاح القضائي حماس على المضي قدماً في هجومها.
في 21 يناير 2024، أصدرت حماس وثيقة مكونة من 18 صفحة باللغة الإنجليزية كررت فيها مبرراتها السابقة ووضعت الهجوم في سياق أوسع باعتباره نضالًا ضد الاستعمار، ووصفت أفعالها بأنها «خطوة ضرورية ورد طبيعي لمواجهة كل المؤامرات الإسرائيلية ضد الشعب الفلسطيني». وجاء في التقرير أنه «ربما حدثت بعض الأخطاء» أثناء الهجمات «بسبب الانهيار السريع للنظام الأمني والعسكري الإسرائيلي، والفوضى التي حدثت على طول المناطق الحدودية مع غزة» وأنه «[إذا] كانت هناك أي حالة استهداف للمدنيين فقد حدثت عن طريق الخطأ». وقد أثار توقيت إصدار الوثيقة تساؤلات؛ إذ قالت مصادر في غزة، بما في ذلك تلك الموالية لحماس، لصحيفة هآرتس إن الوثيقة صُممت للتعامل مع الانتقادات الموجهة إلى الثمن الباهظ الذي دفعه سكان غزة بسبب الهجمات على إسرائيل.

### محاولات إقناع إيران وحزب الله بالانضمام
وكشفت وثائق داخلية أن حماس، بمبادرة قادها يحيى السنوار، حاولت إقناع إيران وحزب الله بالانضمام إلى هجمات السابع من أكتوبر/تشرين الأول. وأجلت الجماعة الهجوم، الذي أطلق عليه اسم «المشروع الكبير»، من موعده الأصلي في عام 2022 على أمل ضمان مشاركة إقليمية أوسع. وفي حين أعربت إيران وحزب الله عن دعمهما، إلا أنهما لم تكونا مستعدتين بالكامل، مما دفع حماس إلى المضي قدماً بدونهما. وقد طعن موقع أخبار موقع الإسقاط في هذا الأمر، حيث ذكر أن صحيفة نيويورك تايمز فشلت في التحقق بشكل صحيح من الوثائق. وشمل ذلك إظهار مصدرهم المسمى صفحة واحدة فقط (من أصل 30)، على الرغم من الاعتماد على هذا المصدر لتقييم صحة الوثائق.

## السياسة الإسرائيلية
لقد تعرضت حكومة نتنياهو لانتقادات داخل إسرائيل بسبب تبنيها سياسة تمكين حكومة حماس في غزة، على سبيل المثال، من خلال منح تصاريح العمل لسكان غزة، وتسهيل تحويل الأموال إلى حماس والحفاظ على الهدوء النسبي. وبحلول نهاية حكومة نتنياهو الخامسة في عام 2021، وصل عدد تصاريح العمل الصادرة لسكان غزة إلى نحو 2000 إلى 3000 تصريح. وفي وقت لاحق، في ظل حكومة بينيت-لبيد، ارتفع هذا العدد بشكل كبير إلى 10 آلاف، ومنذ عودة نتنياهو إلى السلطة في عام 2023 ارتفع العدد مرة أخرى إلى 20 ألفًا. اتُهم هؤلاء العمال بالتجسس على إسرائيل والتواطؤ في هجوم السابع من أكتوبر. بعد الهجوم، منحت وزارة الحرب الإسرائيلية 8000 تصريح عمل إضافي لسكان الضفة الغربية، على الرغم من المخاوف بشأن فحصهم والمخاطر الأمنية المحتملة.
بالإضافة إلى منح تصاريح العمال، تم نقل ملايين الدولارات من قطر إلى غزة، تحت حراسة الموساد، وكالة الاستخبارات الإسرائيلية، بهدف تشغيل محطة الطاقة في غزة، ومشاريع البنية التحتية، والمخصصات الشهرية للأسر الفلسطينية الفقيرة، في حين كان المسؤولون الإسرائيليون على علم بأن حماس قد تحول الأموال لشراء الأسلحة والصواريخ.
وقد تعرضت هذه الاستراتيجيات تجاه حماس لانتقادات لأنها جاءت بنتائج عكسية في ضوء الهجمات التي وقعت في 7 أكتوبر/تشرين الأول 2023. وحذر المنتقدون من أن مثل هذه السياسات ربما تكون قد عززت قوة حماس في غزة بينما أضعفت محمود عباس رئيس السلطة الفلسطينية في الضفة الغربية، وبالتالي تخرب حل الدولتين. وقد ردد العديد من المسؤولين الإسرائيليين هذا الانتقاد، بما في ذلك رئيس الوزراء السابق إيهود باراك والرئيس السابق لجهاز الأمن الداخلي الشاباك يوفال ديسكين. كما انتقدت السلطة الفلسطينية والمملكة السعودية حكومة نتنياهو بسبب سماحها قطر بتسليم حقائب مليئة بالمال إلى حماس مقابل الحفاظ على وقف إطلاق النار. وقد وصفت صحيفة هآرتس وصحيفة ذا نيشن استراتيجية نتنياهو تجاه القضية الفلسطينية بأنها استراتيجية «فرق تسد». انتقد نتنياهو نفسه الآراء حول مسؤوليته عن هجمات السابع من أكتوبر، قائلاً: «هل سأل الناس فرانكلين روزفلت، بعد بيرل هاربور، هذا السؤال؟ هل سألوا جورج بوش بعد الهجوم المفاجئ في الحادي عشر من نوفمبر؟» في إشارة إلى هجمات الحادي عشر من سبتمبر/أيلول 2001 الإرهابية.
وقد حدد العديد من المعلقين السياق الأوسع للاحتلال الإسرائيلي كسبب للحرب.. وكتبت وكالة اسوشيتد برس أن الفلسطينيين «يشعرون باليأس بسبب الاحتلال الذي لا ينتهي في الضفة الغربية والحصار الخانق على غزة». وقد شبهت العديد من منظمات حقوق الإنسان، بما في ذلك منظمة العفو الدولية وبتسيلم وهيومن رايتس ووتش الاحتلال الإسرائيلي بالفصل العنصري، على الرغم من أن مؤيدي إسرائيل يشككون في هذا الوصف.

## التصعيد الإسرائيلي الفلسطيني في عام 2023
وفي عام 2023، قبل هجوم السابع من أكتوبر/تشرين الأول، قُتل 32 إسرائيلياً ومواطنان أجنبيان في هجمات فلسطينية. قُتل ما لا يقل عن 247 فلسطينيًا على يد القوات الإسرائيلية. وقد أدت زيادة هجمات المستوطنين إلى نزوح مئات الفلسطينيين، وكانت هناك اشتباكات حول المسجد الأقصى الذي يقع على جبل الهيكل، وهو موقع مقدس متنازع عليه في القدس. في أغسطس/آب 2023، تم احتجاز 1264 فلسطينياً في الاعتقال الإداري في إسرائيل دون تهمة أو محاكمة، وهو ما قالت إسرائيل إنه ضروري لاحتواء المسلحين الخطرين.
ارتفعت حدة التوتر بين إسرائيل وحماس في سبتمبر/أيلول 2023، ووصفت صحيفة واشنطن بوست الطرفين بأنهما «على شفا الحرب». عثرت إسرائيل على متفجرات مخبأة في شحنة من الجينز وأوقفت جميع الصادرات من غزة. وردًا على ذلك، وضعت حماس قواتها في حالة تأهب قصوى، وأجرت تدريبات عسكرية مع مجموعات أخرى، بما في ذلك التدرب علنًا على اقتحام المستوطنات الإسرائيلية. كما سمحت حماس للفلسطينيين باستئناف الاحتجاجات على الحاجز الفاصل بين غزة وإسرائيل. وفي 13 سبتمبر/أيلول، قُتل خمسة فلسطينيين على الحدود. وبحسب صحيفة واشنطن بوست فإن الفلسطينيين كانوا يحاولون تفجير عبوة ناسفة. وذكرت قناة الجزيرة أن وحدة الهندسة المتفجرة الفلسطينية تعمل على إبطال مفعول العبوة الناسفة. في 29 سبتمبر/أيلول، توسطت قطر والأمم المتحدة ومصر في اتفاق بين إسرائيل ومسؤولي حماس في قطاع غزة لإعادة فتح المعابر المغلقة وتهدئة التوترات.
يزعم سيمون تيسدال أن تصاعد العنف الإسرائيلي الفلسطيني في الضفة الغربية في النصف الأول من عام 2023 كان نذير حرب، وذكر أن «رفض نتنياهو التفكير في أي نوع من عملية السلام» أضاف «الوقود إلى النار المشتعلة» في سياق «التوسع المستمر للمستوطنات الإسرائيلية غير القانونية». قبل الهجوم، حذرت المملكة العربية السعودية إسرائيل من «انفجار» نتيجة استمرار الاحتلال، وحذرت مصر من كارثة ما لم يحدث تقدم سياسي، وأصدر مسؤولون في السلطة الفلسطينية تحذيرات مماثلة. قبل شهرين من الهجمات، علق الملك عبد الله الثاني ملك الأردن بأن الفلسطينيين «لا يتمتعون بحقوق مدنية، ولا حرية في التنقل».

## فشل الاستخبارات الإسرائيلية
صرح مسؤولون في الاستخبارات الإسرائيلية في البداية بأنهم لم يتلقوا أي تحذيرات أو مؤشرات بشأن الهجوم الذي شنته حماس في السابع من أكتوبر/تشرين الأول، على الرغم من ممارسة إسرائيل لمراقبة مكثفة على غزة. ومع ذلك، في الأسابيع والأيام التي سبقت السابع من أكتوبر/تشرين الأول، أصدرت أجهزة الاستخبارات الأميركية تقييمين على الأقل يعتمدان جزئيا على تحذيرات استخباراتية إسرائيلية لإدارة بايدن من زيادة خطر العنف الذي تبدأه حماس. وقالت مصر إنها حذرت إسرائيل قبل أيام من الهجوم من أن «انفجار الوضع قادم، وقريبا جدا، وسيكون كبيرا». وقد أنكرت إسرائيل تلقي مثل هذا التحذير، ولكن البيان المصري أكده مايكل ماكول، رئيس لجنة العلاقات الخارجية في مجلس النواب الأمريكي، والذي قال إن التحذيرات صدرت قبل ثلاثة أيام من الهجوم.
وبحسب تقرير لصحيفة نيويورك تايمز، حصل المسؤولون الإسرائيليون على وثيقة مكونة من نحو 40 صفحة تفصل خطة حماس القتالية لهجومها في السابع من أكتوبر/تشرين الأول، قبل أكثر من عام من وقوع الحدث نفسه. وتتضمن الوثيقة وصفا للخطط والأهداف العملياتية، بما في ذلك حجم وموقع القوات الإسرائيلية، وأثارت تساؤلات في إسرائيل حول كيفية تمكن حماس من معرفة هذه التفاصيل. وتضمنت الخطط هجوما صاروخيا واسع النطاق قبل الغزو، وطائرات بدون طيار لتدمير كاميرات المراقبة وأبراج المدفعية التي نشرتها إسرائيل على طول الحدود، ومسلحين يغزون إسرائيل بالطائرات الشراعية. وكتب مؤلفو تقرير صحيفة التايمز: «لقد اتبعت حماس المخطط بدقة مذهلة». وزعموا أيضا أن الوثيقة تم تداولها على نطاق واسع بين القادة العسكريين والاستخباراتيين الإسرائيليين الذين رفضوا الخطة إلى حد كبير باعتبارها تتجاوز قدرات حماس، على الرغم من أنه لم يكن من الواضح ما إذا كان القادة السياسيون قد تم إبلاغهم بذلك. في يوليو/تموز 2023، حذر محلل مخضرم في وحدة الاستخبارات الإشارية الإسرائيلية خبراء استخبارات آخرين من أن حماس تجري تدريبات لشن هجوم. وخلص عقيد في فرقة غزة التابعة لجيش الاحتلال الإسرائيلي إلى عدم وجود تهديد حقيقي وشيك.
وذكرت صحيفة فاينانشال تايمز وبوليتيكو أن التنبيهات الصادرة عن وحدة الإشارات تم تجاهلها جزئيا لأنها جاءت من جنديات من رتب أدنى. وعلاوة على ذلك، فإن هذه التحذيرات تتناقض مع اعتقاد الحكومة الإسرائيلية بأنها نجحت بشكل فعال في احتواء حماس من خلال حصار غزة، وقصف قدراتها العسكرية، والسماح لقطر بتحويل مئات الملايين من الدولارات من أموال المساعدات إلى غزة. وقد أيدت المستويات العليا من القيادة السياسية والعسكرية في إسرائيل الرواية القائلة بأن حماس أصبحت معتدلة وأنها تسعى إلى تجنب الحرب الشاملة.
في يونيو/حزيران 2024، أُفيدَ بتسليم وثيقة بعنوان «تدريب شامل ومفصل على الغارات» إلى هيئة الإذاعة والتلفزيون الإسرائيلية. جُمِعَت هذه الوثيقة داخل فرقة غزة التابعة لجيش الاحتلال الإسرائيلي قبل أقل من ثلاثة أسابيع من 7 أكتوبر/تشرين الأول، مُحذِّرةً من أن حماس تتدرب على عملية احتجاز رهائن واسعة النطاق. وتشير التقديرات الواردة في الوثيقة إلى أن حماس تهدف إلى احتجاز ما بين 200 و250 رهينة.

## محادثات التطبيع الإسرائيلية السعودية
وفي وقت الهجوم، كانت إسرائيل والمملكة العربية السعودية تجريان مفاوضات لتطبيع العلاقات. وفي خضم المفاوضات، رفض رئيس الوزراء الإسرائيلي نتنياهو في أوائل أغسطس إقامة دولة فلسطينية. قال ولي العهد السعودي الأمير محمد بن سلمان إن التطبيع «حقيقي للمرة الأولى». كان هذا بمثابة انقلاب واضح في السياسة السعودية، التي تم التعبير عنها في مبادرة السلام العربية لعام 2002، عندما عرضت المملكة العربية السعودية على إسرائيل التطبيع مع العالم العربي بأكمله إذا سمحت إسرائيل بإنشاء دولة فلسطينية. وأكد مسؤولون إسرائيليون ومسؤولون آخرون شاركوا في المفاوضات أن السعوديين كانوا يفكرون في التطبيع مع إسرائيل دون إنشاء دولة فلسطينية. كان العديد من الفلسطينيين يشعرون بالقلق من أن التطبيع الإسرائيلي السعودي قد يكلفهم آخر نفوذ كبير لديهم من أجل إقامة الدولة الفلسطينية. يعتقد معظم العاملين في مؤسسة السياسة الخارجية الأميركية أن قيام الدولة الفلسطينية «لم يعد يشكل أهمية في الشرق الأوسط».
في 21 أكتوبر، قال الرئيس الأمريكي جو بايدن إن هدف هجمات 7 أكتوبر هو تعطيل محادثات التطبيع. وبحسب مناحيم كلاين، فإن التطبيع الإسرائيلي مع دول أخرى في الشرق الأوسط، بما في ذلك المملكة العربية السعودية، يهدد بترك الفلسطينيين «معزولين وضعفاء». في 7 فبراير 2024، أعلنت المملكة العربية السعودية أن العلاقات الدبلوماسية مع إسرائيل تتطلب قيام دولة فلسطينية مستقلة على حدود عام 1967 وعاصمتها القدس الشرقية. في الرابع من أكتوبر/تشرين الأول، أي قبل ثلاثة أيام من هجوم حماس، قال الدبلوماسي الأميركي دينيس روس إن الدولة الفلسطينية «ليست خياراً» في المحادثات الإسرائيلية السعودية. في أكتوبر/تشرين الأول 2024، أي بعد عام من الهجمات، زعم الجيش الإسرائيلي أنه يمتلك وثائق من حماس تشير إلى أنها تريد تعطيل المحادثات السعودية الإسرائيلية.